# Lac Helmand
Le Lac Helmand (Hamun-i-Helmand ou  Hamun-i-Hirmand en persan), aussi connu sous le nom de Lac Sistan, est un lac d'Iran et d'Afghanistan situé sur la frontière séparant les deux pays. Il forme, avec les lacs iraniens Puzak et Saberi, un ensemble connu sous le nom de Lac Hamun, dans la province du Sistan-o-Balouchestan.
Alimenté par les eaux du fleuve afghan Helmand rud, le niveau du Lac Hamun est très variable. En 1976, le débit des rivières afghanes était stable et régulier, assurant au lac un niveau relativement haut. Mais de 1999 à 2001, le lac est complètement asséché, en raison d’une sécheresse en Afghanistan, et du détournement de débits importants lié à des interventions humaines. 
Lors de l’assèchement du lac, des vents saisonniers ont soulevé et dispersé alentour d’importantes quantités de sable fin, créant des dunes ensablant plus d’une centaine de villages de pêcheurs se trouvant à proximité des berges.  La dispersion de ces quantités importantes de sable a eu un impact important sur la faune sauvage environnante et l’économie locale, compromettant l’activité de pêche. Des changements de la politique de gestion des eaux et le retour de pluies substantielles ont permis le retour du lac à un niveau correct depuis 2003. 

## Le lac Helmand en chiffres
- Profondeur moyenne : 2 mètres (estimée par des experts locaux, pour les mesures les plus élevées observées)
- Superficie : 2.388,8 kilomètres carrés (il s'agit de la plus grande extension d'eau observée par images satellite)
- Volume correspondant : 4.777,5 millions de mètres cubes, c'est-à-dire 4,777 kilomètres cubes.

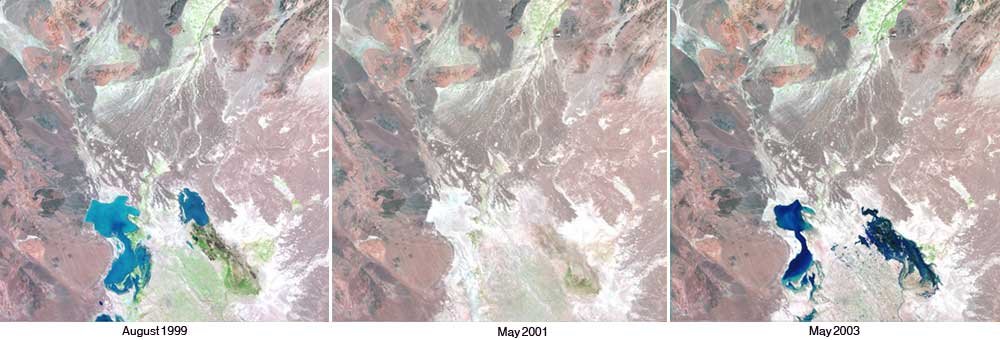
Évolution du lac Hamun au cours du temps